# Torzo kalvárie u Skuřiny
Torzo kalvárie u Skuřiny je pozůstatek pískovcového sousoší, které se nalézá u křižovatky polní cesty se silnicí vedoucí z obce Zelenecká Lhota do vesnice Skuřiny v okrese Jičín asi 300 m západně od okraje vesnice Skuřina. 

## Popis
Torzo pískovcového sousoší Kalvárie se nalézá u silnice vedoucí z obce Zelenecká Lhota do vesnice Skuřina u křižovatky s polní cestou. Torzo kalvárie sestává z pískovcového stupně, na kterém je umístěn sokl a pilíř v dolní části ozdobený volutami a zakončený zvlněnou římsou, na které byly v minulosti umístěny sochy světců a krucifix. Sochy a krucifix byly však v minulosti rozkradeny. Pilíř je ze všech stran ozdoben reliéfy světců. Kalvárie je umístěna mezi čtyřmi lipami. V rozích pískovcového stupně jsou umístěny pískovcové sloupky.
Obec Markvartice jako vlastník sousoší požádala v roce 2002 o prohlášení torza kalvárie za kulturní památku. Vzhledem ke skutečnosti, že se jedná o pouhé torzo sousoší, nebylo žádosti vyhověno.

## Galerie

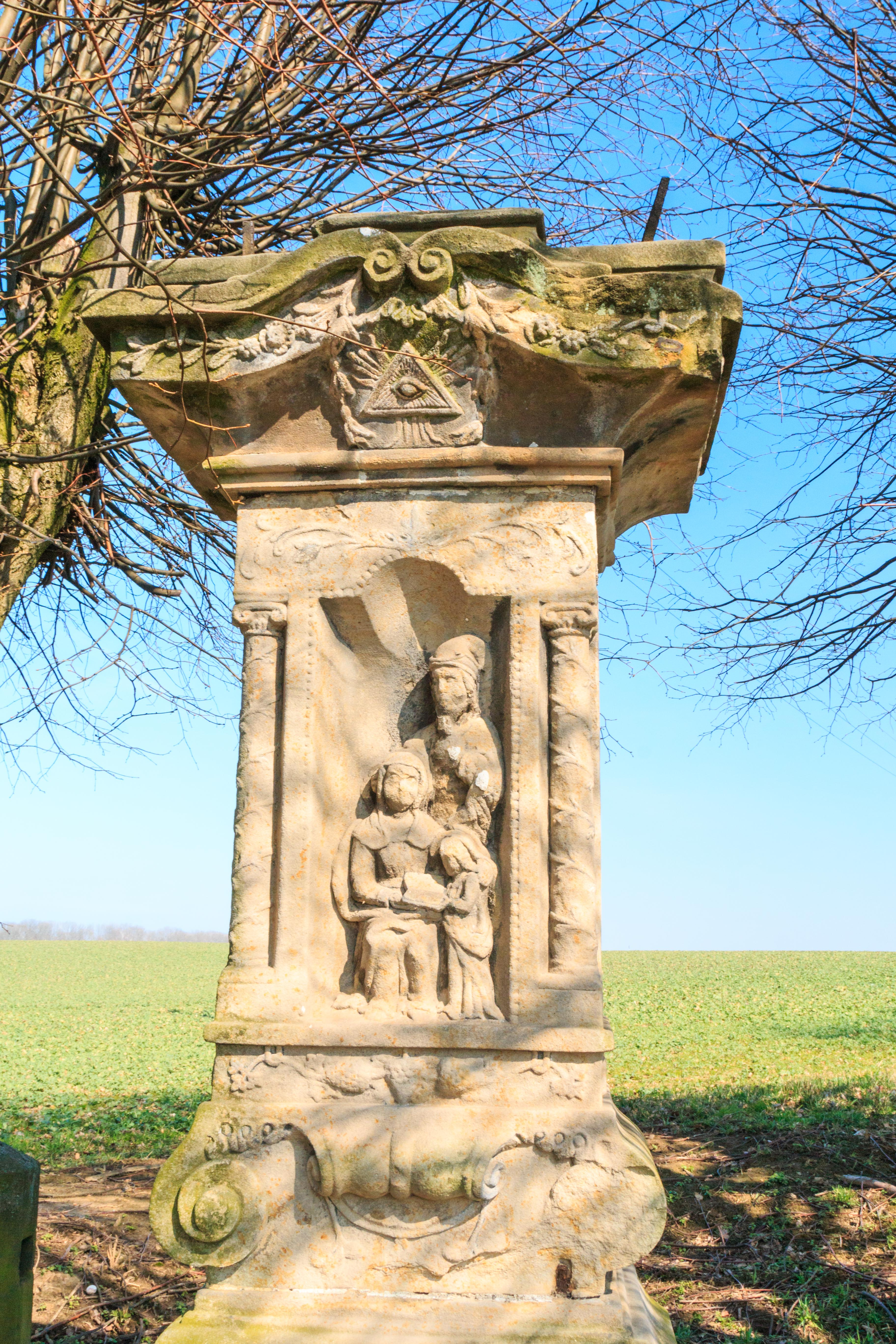
Reliéfy na pilíři torza Kalvárie u Skuřiny
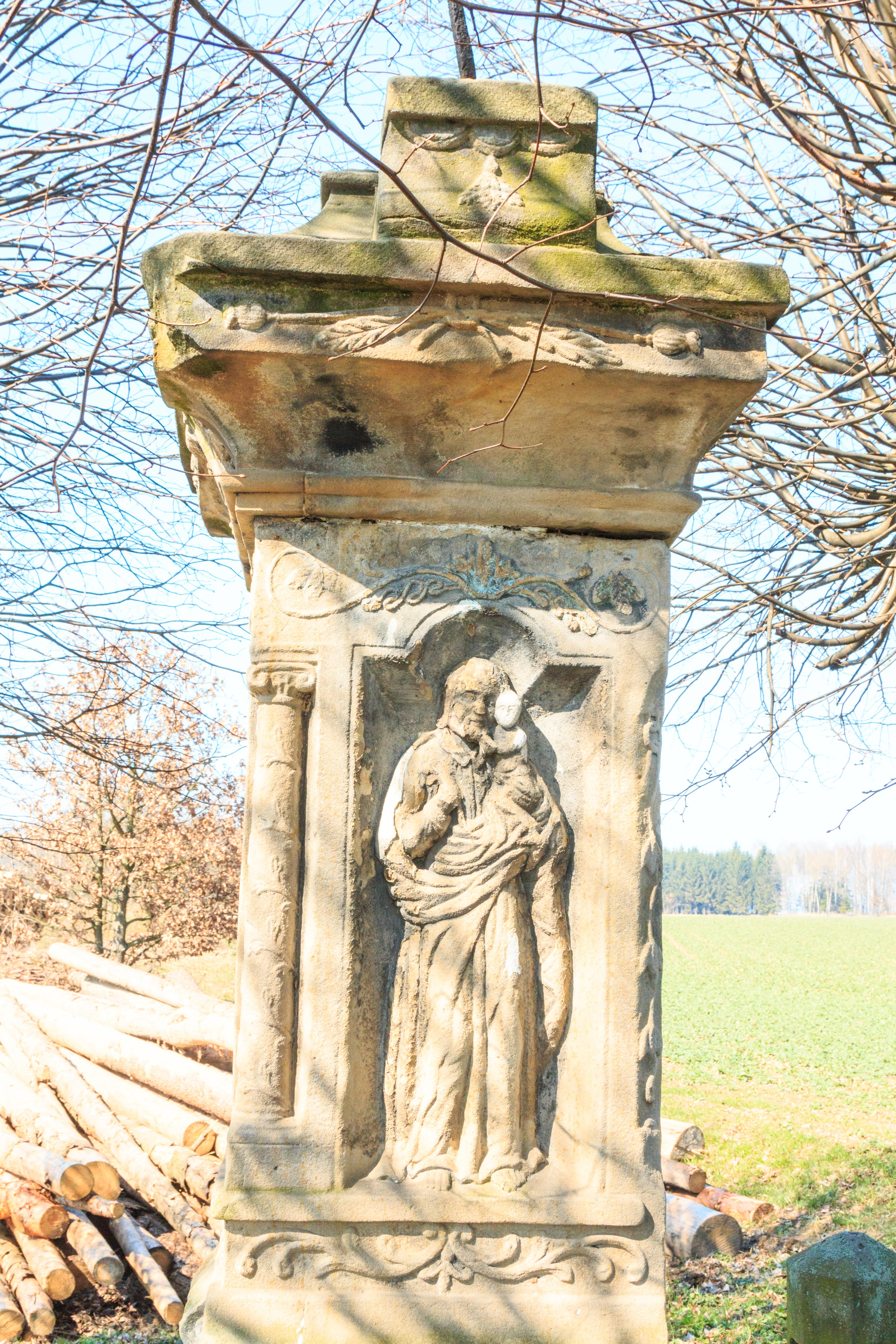
Reliéfy na pilíři torza Kalvárie u Skuřiny
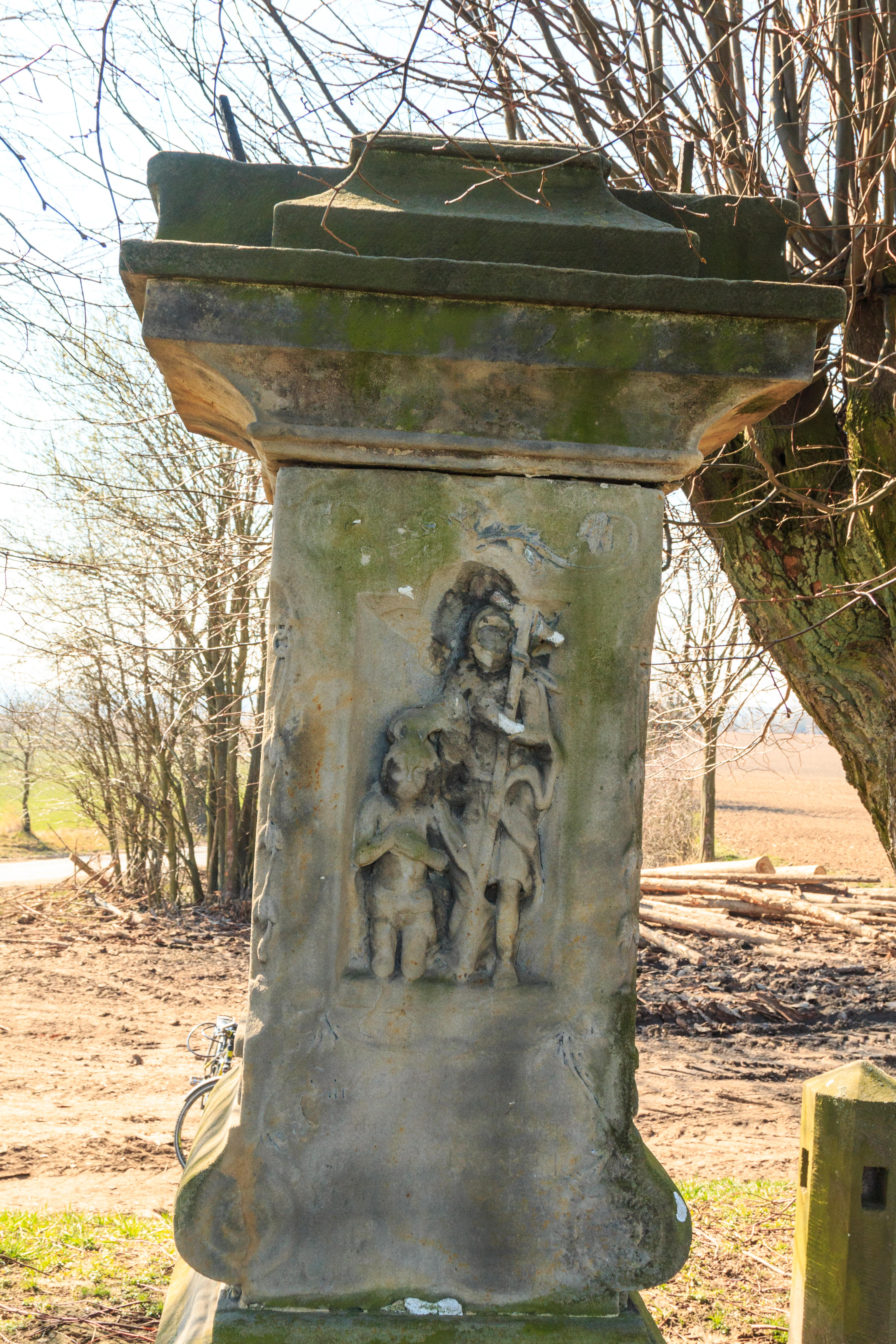
Reliéfy na pilíři torza Kalvárie u Skuřiny
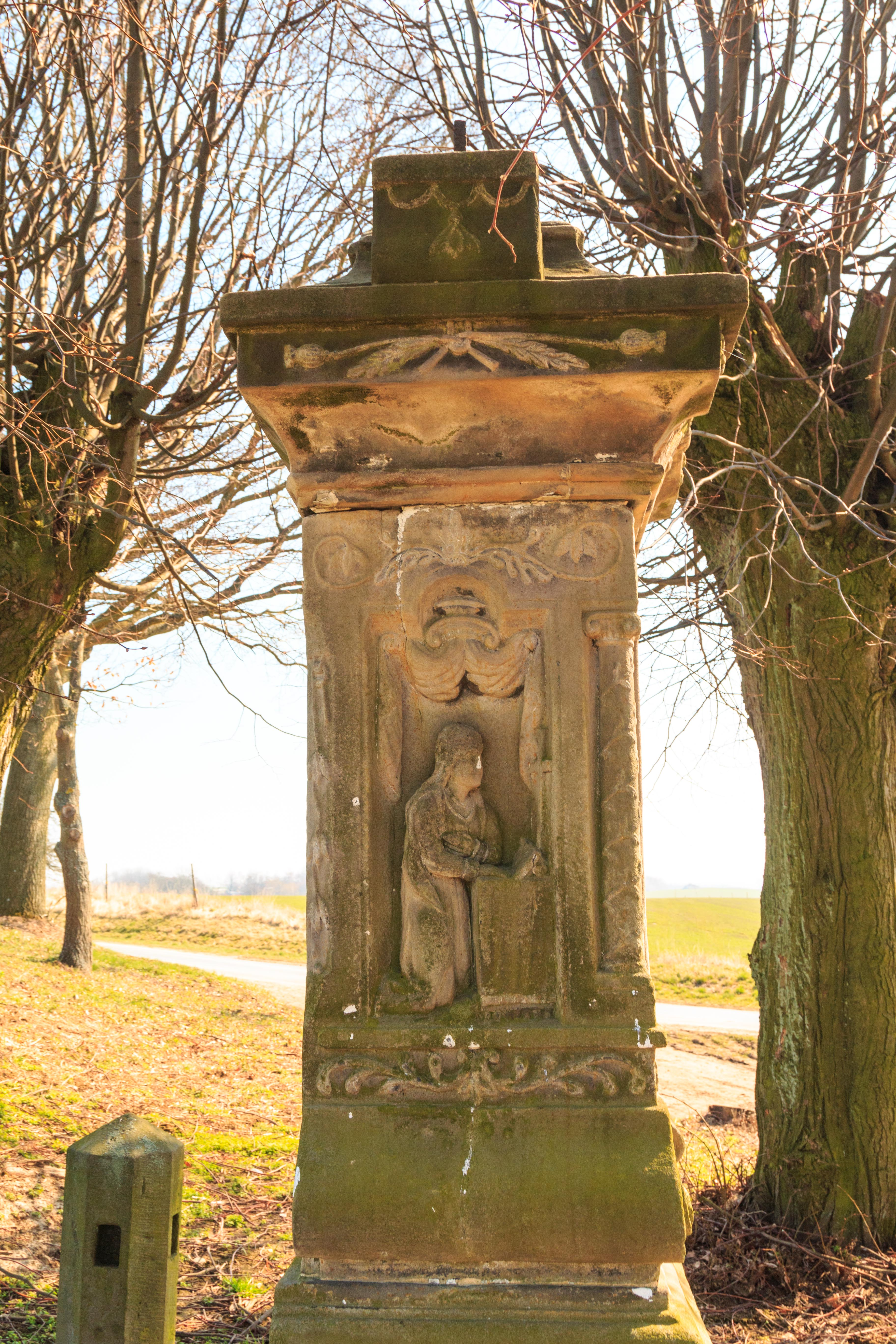
Reliéfy na pilíři torza Kalvárie u Skuřiny